# Тальбот, Ричард, герцог Тирконнелл
Ричард Тальбот (Толбот), 1-й граф Тирконнелл (англ. Richard Talbot, 1st Earl of Tyrconnell; 1630 — 14 августа 1691) — ирландский политик и военный.

## Биография
Ричард родился (вероятно, в Дублине) в католической аристократической семье английского происхождения. Отец Ричарда, Уильям Толбот, был членом парламента Ирландии от графства Килдэр.
С семнадцатилетнего возраста Ричард был офицером в армии Конфедеративной Ирландии и участвовал в войне с англичанами. В 1649 году во время штурма города Дроэда войсками Оливера Кромвеля он был тяжело ранен. Несколько раз Ричард попадал в плен к англичанам, но один раз ему удалось бежать, переодевшись женщиной, а другой раз — напоив вином солдат конвоя.
Он некоторое время жил в Испании, а затем приехал в Лондон, где в 1655 году он участвовал в заговоре с целью убийства Кромвеля и был арестован. Его допрашивал сам Кромвель. Однако Ричарду удалось бежать из заключения во Фландрию.
В изгнании он познакомился с Яковом, герцогом Йоркским и вошёл в его ближайшее окружение.
В 1660 году во время реставрации Стюартов Ричард вернулся в Англию в составе свиты герцога Йоркского и стал его постельничьим (Gentleman of the Bedchamber).
Когда в 1685 году Яков, герцог Йоркский, стал королём Яковом II, то Ричард получил титул графа Тирконнела и был назначен главнокомандующим королевской ирландской армией и членом Тайного совета. В марте 1686 года он получил чин генерал-лейтенанта. В 1687 году он был назначен лордом-наместником Ирландии.
Так как Ричард, как и другие католики, опасался, что после смерти Якова II его наследником станет его зять протестант Вильгельм Оранский, то один из приближенных Тирконнела начал тайные переговоры с французским посланником в Англии о переходе Ирландии под протекторат Франции. Позднее Ричард пообещал французскому королю Людовику XIV передать Франции в обмен на политическую поддержку четыре главных порта Ирландии: Голуэй, Кинсейл, Лимерик и Уотерфорд.
Во время Славной революции 1688 года Ричард проявил себя как верный сторонник Якова II. К концу 1688 года стало очевидно, что Ирландия фактически находится в состоянии гражданской войны. Католики заявили Ричарду, что если он сдастся Вильгельму Оранскому, то они сожгут его в собственном доме. Протестанты готовились к захвату Дублинского замка, чтобы арестовать Ричарда.
В конце 1688 года Тирконнел направил Вильгельму Оранскому письмо, в котором писал, что готов распустить армию и правительство при условии, что католикам будут гарантированы права, которые они имели в последние годы правления Карла II. Одновременно Тирконнел просил у бежавшего из Англии Якова II денег на содержание армии.
25 февраля 1689 года Тирконнел решился на открытый разрыв с Вильгельмом Оранским, утвердившимся в Англии. 12 марта 1689 года в Ирландию прибыл Яков II, который наградил Тирконнела герцогским титулом. Началась Война двух королей.
В сентябре 1689 года в Ирландии высадились английские войска под командованием маршала Шомберга. В конце сентября — октябре 1689 года войскам Якова II удалось остановить Шомберга в районе Дроэды и изолировать его войско в северной Ирландии.
Однако из-за войны цены на продовольствие в Ирландии настолько возросли, что возникла угроза голода, солдаты дезертировали из войск Якова II. Тирконнел безуспешно просил помощи у Франции.
В июне 1690 года со своими войсками в Ирландии высадился сам Вильгельм Оранский. 1 июля в битве на реке Бойн силы Якова II были разбиты. Яков II покинул Ирландию, оставив командование войсками на Тирконнела. Затем Тирконнел лично отправился во Францию просить помощи. Когда он вернулся в Ирландию в январе 1691 года, то на место главнокомандующего сторонниками Якова II претендовал Патрик Сарсфилд. В отличие от Тирконнела, который выступал за скорейшее заключения мира с при условии, что католикам будут гарантированы те права, которыми они пользовались в последние годы правления Карла II, Сарсфилд был за войну до победы.
Ричард Тирконнел умер от инсульта в августе 1691 года в осажденном англичанами Лимерике.